# 圣何塞艺术博物馆
圣何塞艺术博物馆（英语：San José Museum of Art，SJMA）是位于美国加利福尼亚州圣何塞市中心的一座现当代艺术博物馆。该博物馆成立于1969年，拥有大量常设展品，以20世纪和21世纪的西海岸艺术家作品为重点。它位于棕榈圈广场旁边。作为北美互惠博物馆的成员，圣何塞艺术博物馆曾多次获得美国博物馆联盟颁发的奖项。

## 概要
圣何塞艺术博物馆是圣克拉拉县最大的艺术教育机构，每年为超过45000名儿童提供服务。常设藏品以美国西海岸艺术家的当代艺术为主，并越来越重视环太平洋地区的艺术。馆藏包括2,600多件艺术作品，包括雕塑、绘画、版画、数字媒体、照片和素描等各种媒介。 

## 历史
该艺术馆由一群艺术家于1969年成立，最初名为公民艺术馆（Civil Art Gallery）。早期的艺术家成员包括Rita Banerjee、Pae White 、安·玛丽·米克斯（Ann Marie Mix）和苏珊·哈默（Susan Hammer）。该组织试图挽救一个预定拆除的历史性建筑，并将其改为一个社区艺术馆。在拥有常设展品之前，该艺术馆更像是一个画廊。1974年，更名为圣何塞艺术博物馆。
该博物馆于1994年与惠特尼美国艺术博物馆建立了伙伴关系。每场展览的信息都以英语、西班牙语、他加禄语和越南语发布，反映了1990年代圣何塞观众的多样性。到1997年，博物馆已经收藏了约一千件当代艺术作品的收藏，大部分是纸上作品。  
2008年到2017年1月，执行董事Susan Krane继续扩大收藏的规模。2017年4月，Susan Sayre Batton接替Krane担任执行董事。经过50年的运营，到2019年，SJMA已经拥有2600件常设展品。  

## 建筑

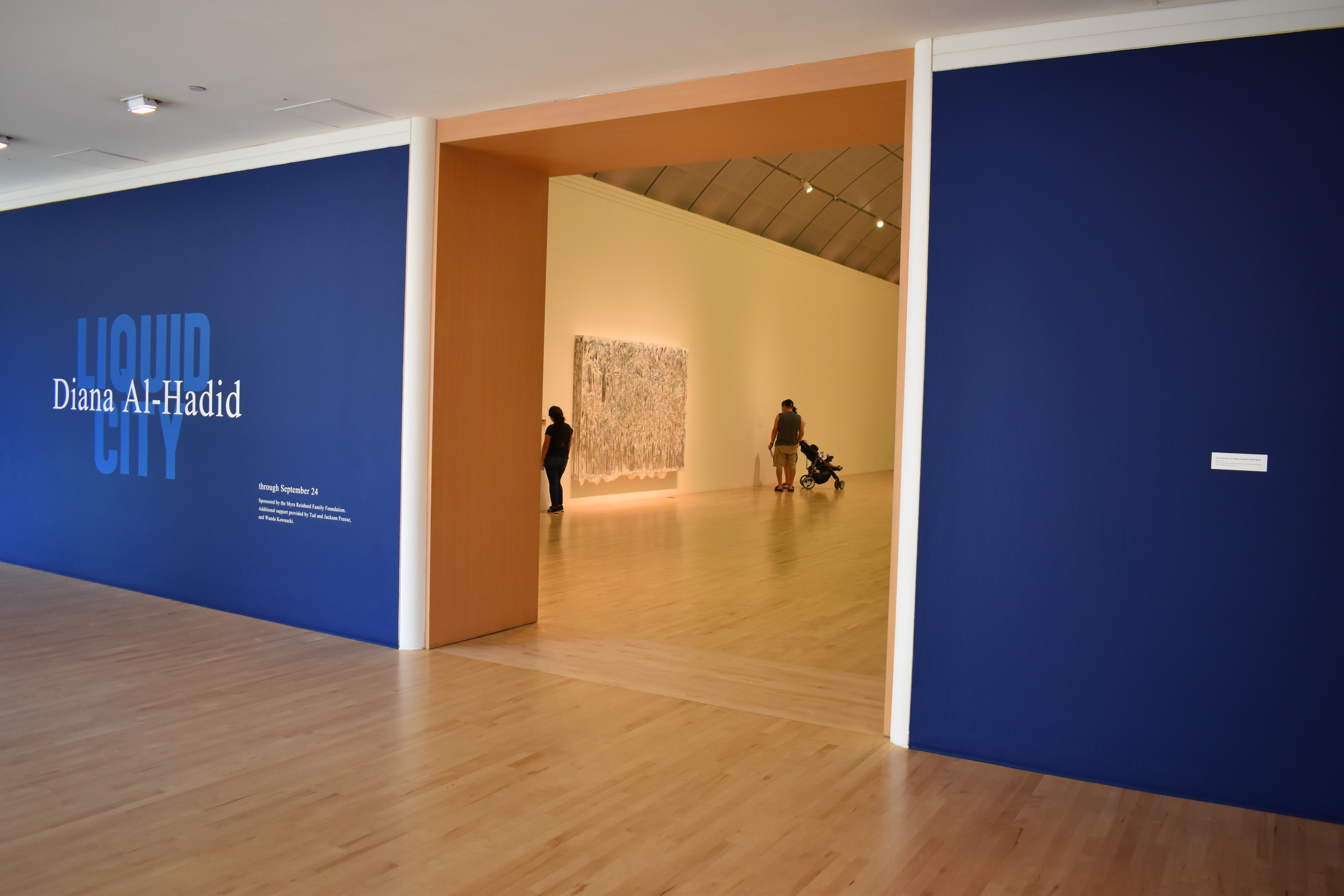
2017年的圣何塞艺术博物馆

该博物馆的建筑最早建于1892年，用作圣何塞市的邮局，属于理查森罗马式建筑。建筑最初的尖顶和钟楼在1906年地震中被破坏。1937年到1969年，该建筑曾是圣何塞市的图书馆。 随后，由社区成员和圣何塞州立大学艺术教授组成的美术画廊协会对该建筑进行了改造，然后作为公民艺术馆重新开放。1972年，该建筑被列入加州历史地标（#854），1973年，它被列入国家史迹名录。 
1991年，SOM建築設計事務所为博物馆设计了占地45,000平方英尺的现代建筑“新翼”（New Wing），用于容纳大部分的展览空间。Robinson, Mills＆Williams公司负责新翼的室内设计。   
圣何塞艺术博物馆在20世纪90年代末进行了一次重大的抗震改造，当时对建筑内部进行了进一步的改造和重新整合。1997年，博物馆的翼楼经过两年半的改造后重新开放。

## 馆藏
圣何塞艺术博物馆经过多年的发展，截止到2019年，已经有2600件常设展品。据Artforum报道，高级策展人Lauren Schell Dickens在2010年代末监督收购了加州出生的现场模拟艺术家Ian Cheng和德国动态影像艺术家黑特·史德耶尔的作品。圣何塞艺术博物馆还收藏了中国出生的画家、奥克兰米尔斯学院的艺术教授刘虹的一些作品。
2016年，该博物馆从罗伯特·阿内森、佳乐康沃斯、恩里克·查戈亚、路易斯·克鲁兹·阿萨斯塔、莱斯利·迪尔、乔治·格罗茨、乔治·赫姆斯、伊塔洛·斯坎加和弗里茨·斯科尔德手中购得了新的展品。2018年，SJMA从雕塑家Louise Nevelson和亚历山大·考尔德、美国艺术家Andrea Bowers、Russell Crotty、Morris Graves、Lara Schnitger和Terry Winters，以及巴勒斯坦艺术家Mona Hatoum手中购得了新的常设展品。

## 获奖情况

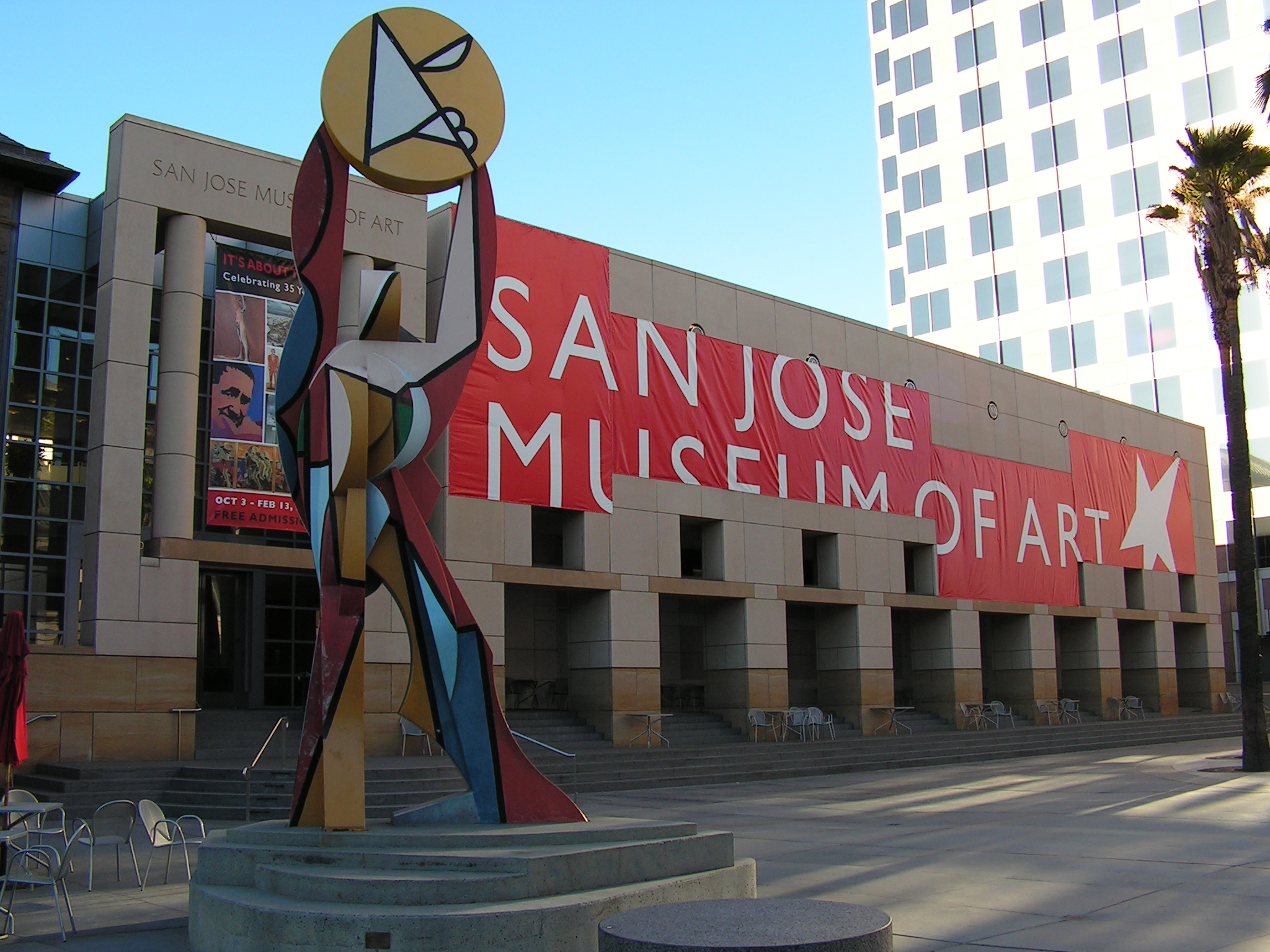
博物馆的“新翼”（New Wing）部分

2007年，圣何塞艺术博物馆因其“每周艺术家”（Artist of the Week）播客获得了美国博物馆联盟媒体与技术委员会颁发的著名的MUSE奖，属于扩展体验类。2009年，该博物馆又因视频《公路旅行》（Road Trip）获得了MUSE公共关系与发展奖。 作品中，一位穿着平台鞋的旅行者在前往加州卡斯特罗维尔的公路旅行中，参观了一个奇特的地标，并给SJMA寄去了一张明信片。
2017年，博物馆凭借“播种创意”（Sowing Creativity）教育项目获得加州博物馆协会颁发的 "卓越博物馆教育总监奖"。同年，该馆的《Tabaimo：她的房间》获得美国博物馆联盟博物馆出版物设计大赛展览附属材料类一等奖，作者是黄琇（Connie Hwang）。
2018年，SJMA因在社区的工作而获得越南裔美国文化中心奖。同年，因El Mac与The Propeller Group合作的壁画《Sophie Holding the World Together》获得圣何塞市颁发的艺术基石奖 。该壁画描绘了青年移民活动家索菲·克鲁兹，由圣何塞艺术博物馆与帝国7工作室，以及圣何塞儿童探索博物馆合作创作。 